# Vacuomètre
 (juillet 2013).
Si vous disposez d'ouvrages ou d'articles de référence ou si vous connaissez des sites web de qualité traitant du thème abordé ici, merci de compléter l'article en donnant les références utiles à sa vérifiabilité et en les liant à la section « Notes et références ».
Un vacuomètre est un dispositif qui permet de mesurer la valeur de la pression des gaz résiduels dans un tube à vide. Le vacuomètre est aussi appelé indicateur de vide.

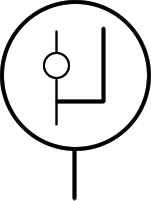
Symbole du vacuomètre McLeod selon la norme ISO 3753-1977 (E)

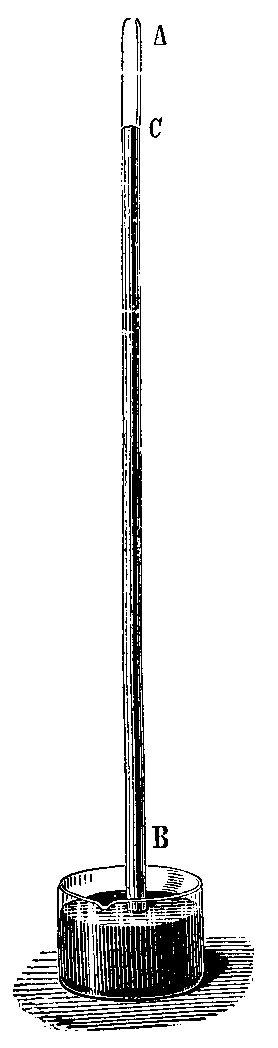
Baromètre à mercure de Torricelli
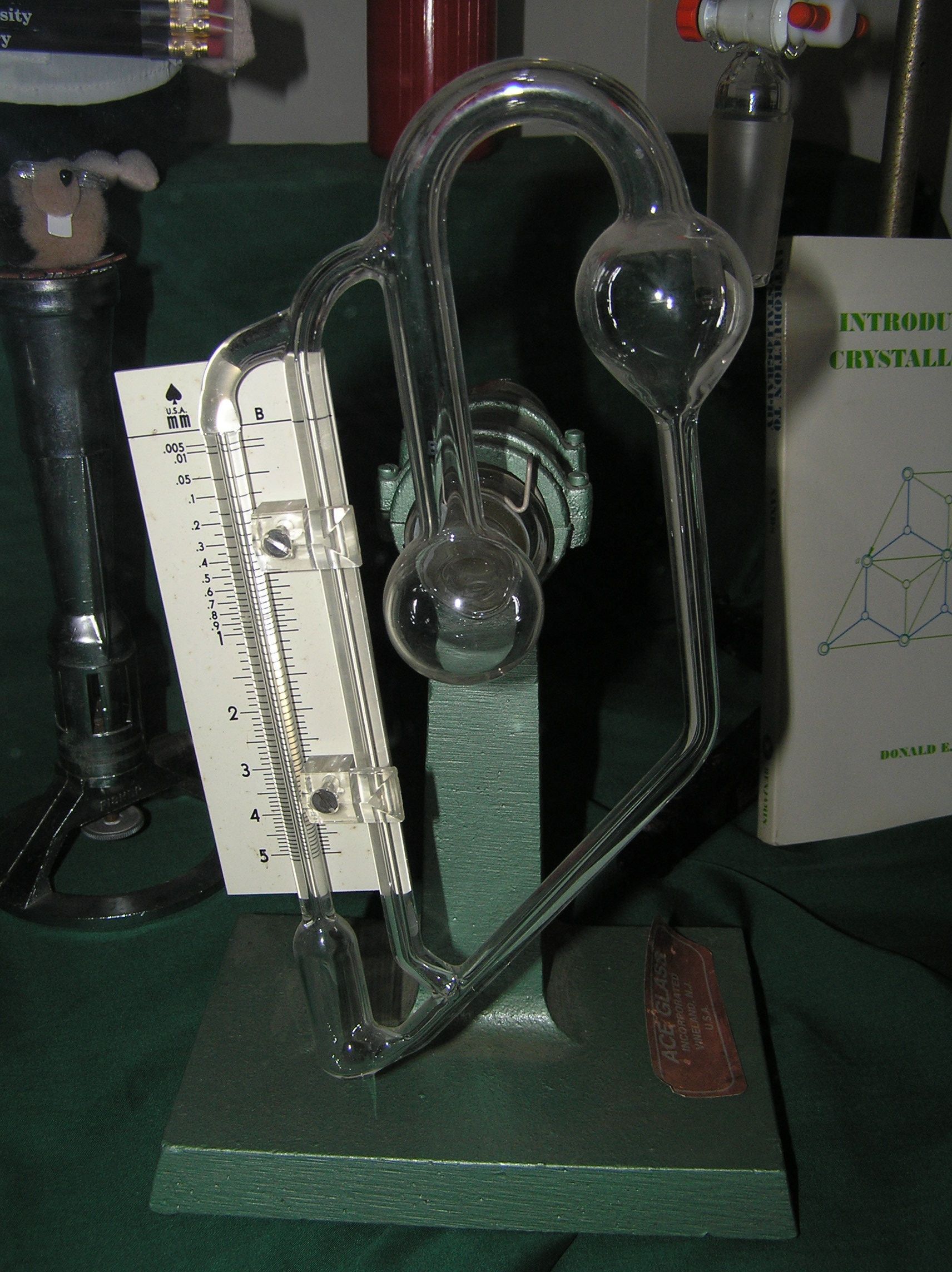
Vacuomètre McLeod en verre
Fonctionnement du vacuomètre McLeod